# إلسورث فاينز
إلسورث فاينز (بالإنجليزية: Ellsworth Vines) مواليد 28 سبتمبر 1911 في لوس أنجلوس - الوفاة 17 مارس 1994 في لا كوينتا، كان لاعب كرة مضرب أمريكي بدأ مسيرته كمحترف سنة 1934 وكان يلعب باليد اليمنى، اعتزل اللعب في 1940. سبق أن كان المصنف الأول عالمياً. كما أنه أحد أبطال الجراند سلام. أصبح لاحقا لاعب غولف.

## بطولات حققها
- بطولة ويمبلدون

## روابط خارجية
- إلسورث فاينز على موقع رابطة محترفي التنس (الإنجليزية)
- إلسورث فاينز على موقع الاتحاد الدولي لكرة المضرب (الإنجليزية)
- إلسورث فاينز على موقع كأس ديفيز (الإنجليزية)
- إلسورث فاينز على موقع قاعة مشاهير كرة المضرب الدولية (الإنجليزية)
- إلسورث فاينز على موقع بطولة ويمبلدون (الإنجليزية)
- إلسورث فاينز على موقع خلاصة التنس.كوم (الإنجليزية)